# 角岩
角岩（英語：Hornfels）又稱角頁岩是一組接觸變質岩的組名，是和火成岩接觸而造成的高溫變質岩。具堅硬、易碎，堅韌和耐用特點。這些特性是由於片狀或棱柱狀細粒晶體呈無規則排列  。
角岩的原岩，有砂岩、頁岩、板岩和石灰岩等。經過變質后。它們原有的層理或解理面會消失，當和火山活動帶來的熱液接觸時，會造成交代作用（英語：metasomatism），原岩的成分會變化。角岩最常見於上地殼或中地殼的花崗岩侵入體的周邊。最常見的角岩是黑雲母角岩，呈深褐色至黑色，含大量閃亮的黑色雲母小晶體。